# 洲本駅
洲本駅（すもとえき）は、かつて兵庫県洲本市船場町（現在の栄町一丁目）にあった淡路交通鉄道線の駅（廃駅）である。
洲本市中心部の海沿いに位置し、鉄道線の起点であった。

## 歴史
- 1925年（大正14年）5月1日：淡路鉄道の洲本口（後の宇山） - 当駅間延伸に伴い開業[1]。
- 1931年（昭和6年）9月20日：穀物検査員詰所が新設[2]。当時の主要貨物であった穀物を検査するためのもので、従前は駅長室が詰所に用いられていた[2]。
- 1933年（昭和8年）9月29日：貨物取扱量の増加に伴い、貨物ホームの屋根を増設、側線変更[2]。
- 1934年（昭和9年）
  - 5月7日：ガソリンカー発着線・旅客ホーム・貨物ホーム屋根・貨物積卸場・駅長室を増設、穀物検査員詰所を駅西側の踏切番屋へ移設[2]。
  - 9月30日：老朽化に伴い貨物ホーム屋根を減築[2]。
- 1935年（昭和10年）9月30日：旅客ホームを縮小（延長65m→62.6m、幅員2m→1.58m）[2]。
- 1936年（昭和11年）11月20日：渡り線を撤去[2]。
- 1943年（昭和18年）7月：社名改称に伴い淡路交通の駅となる。
- 1966年（昭和41年）10月1日：淡路交通全線廃止に伴い廃駅。

## 駅構造
頭端式ホーム2面2線の地上駅であり、洲本観光会館ビルの一角に駅舎とホームがあった。
2面のホームが片方の線路を挟む形で配置され、その北側にもう片方の線路が面していた。両線路が接する側のホームのみに屋根が設けられていた。

## 駅周辺
当時の駅前には鐘紡（旧・鐘淵紡績）の紡績工場があった。廃線後の1987年（昭和62年）に全工場が閉鎖、跡地は近代化産業遺産に指定され、市民広場や市立図書館が立地している。
- 兵庫県道76号洲本灘賀集線
- 鐘淵紡績洲本工場→洲本市民広場
  - 洲本第2工場→洲本市立洲本図書館
  - 洲本第2工場汽缶室→洲本アルチザンスクエア
  - 洲本第3工場汽缶室→淡路ごちそう館御食国
  - 原綿倉庫
- 洲本市福祉会館
- 一般社団法人淡路島観光協会
- 兵庫県立淡路医療センター
- 洲本市役所
- 洲本港
- ENEOS Dr.Drive洲本駅前SS - 2022年12月31日をもって閉鎖[4]。

## 駅跡
跡地は洲本バスターミナルと淡路交通本社、および洲本営業所となっていた。
後にバスターミナル機能は洲本バスセンターに新設移転し、本社・洲本営業所機能も2020年（令和2年）2月1日に旧宇山駅跡（本社運輸部・洲本営業所）と南あわじ市内（本社総務部）に移転した。

## 隣の駅
淡路交通
鉄道線
洲本駅 - 寺町駅